# 梅尔穆特
梅尔穆特是德国莱茵兰-普法尔茨州的一个市镇。总面积4.92平方公里，总人口274人，其中男性141人，女性133人（2011年12月31日），人口密度56人/平方公里。